# Нижній Бурлук (Україна)
Нижній Бурлук — село в Україні, у Шевченківській селищній громаді Куп’янського району Харківської області. Населення становить 193 осіб. До 2020 орган місцевого самоврядування — Нижньобурлуцька сільська рада.
Село постраждало внаслідок геноциду українського народу, проведеного окупаційним урядом СРСР 1932—1933 та 1946—1947.

## Географія
Село Нижній Бурлук знаходиться на правому березі річки Великий Бурлук, вище за течією на відстані 1 км розташоване село Шишківка, нижче за течією примикає село Михайлівка, на протилежному березі — село Володимирівка.

## Історія
Село засноване в 1705 році. Спочатку називалося, як Малі Бурлучки.
7 (20) листопада 1917 року, відповідно до.Третього Універсалу Української Центральної Ради, увійшло до складу Української Народної Республіки.
З 1920 — стабільний комуністичний режим. 1929 більшовики вдалися до терору голодом колишніх громадян УНР. Ганна Федорівна Гороховатська (1922 р.н.) свідчить:
| Селяни, насильно загнані в колгосп і практично позбавлені матеріальних стимулів за свою роботу, високою працездатністю не відзначалися, за що швидко настала страшна розправа: восени 1932 року в колгоспах забрали практично весь урожай, активісти провели суцільні обшуки селянських господарств, де вилучили не лише зерно та борошно, а й квасолю, кукурудзу, крупи та інші продукти... |
- - 12 червня 2020 року, відповідно до Розпорядження Кабінету Міністрів України № 725-р «Про визначення адміністративних центрів та затвердження територій територіальних громад Харківської області», увійшло до складу Шевченківської селищної територіальної громади[4].
  - 19 липня 2020 року, в результаті адміністративно-територіальної реформи та ліквідації Шевченківського району, село увійшло до складу новоутвореного Куп'янського району Харківської області[5].

## Об'єкти соціальної сфери
- Школа.
- Клуб.
- Фельдшерсько-акушерський пункт.